# Boca do Acre (kommun)
Boca do Acre är en kommun i Brasilien.   Den ligger i delstaten Amazonas, i den västra delen av landet, 2 300 km väster om huvudstaden Brasília. Antalet invånare är 29 880.
Följande samhällen finns i Boca do Acre:
- Boca do Acre

I omgivningarna runt Boca do Acre växer i huvudsak städsegrön lövskog. Trakten runt Boca do Acre är nära nog obefolkad, med mindre än två invånare per kvadratkilometer.